# Зграда у Ул. М. Тита 28 (Обреновићева 28) у Нишу
Зграда у Ул. М.Тита 28 jесте споменик културе и грађевина у Нишу. За споменик културе проглашена је 1989. године.
Објекат грађен у духу академизма са наглашеном функционалношћу. Садржи приземље и два спрата.
Према званичном опису непокретног културног добра: Први спрат чине симетрично распоређени прозори без присуства других декорација. По целој дужини друге етаже протеже се истурени еркер и два мања балкона, где доминирају високи прозорски отвори и секундарна архитектонска пластика. Низови прозорских отвора који су распоређени на свим етажама дају фасади и хоризонтални акценат.